# 安德里亞什夫卡 (別爾季切夫區)
49°47′55″N 28°21′23″E / 49.79861°N 28.35639°E
安德里亞什夫卡（烏克蘭語：Андріяшівка）是位於烏克蘭西北部日托米爾州別爾季切夫區的村莊，面積1.82平方公里，海拔高度300米，2001年人口627。